# Estación de Tribunal

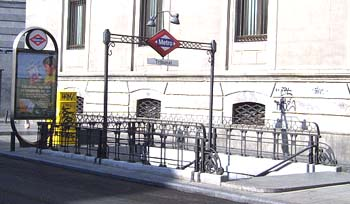
Boca de metro

Tribunal es una estación de las líneas 1 y 10 del Metro de Madrid (España) situada bajo la Calle de Fuencarral a la altura del cruce con la Calle Barceló, en el distrito Centro, barrio de Universidad.

## Historia
Es una de las 8 estaciones que pertenecen al primer tramo inaugurado en 1919 por Alfonso XIII. El nombre hace referencia al Tribunal de Cuentas del Reino, que se sitúa en la calle Fuencarral, junto al acceso de la estación.
En los años 60 los andenes de la línea 1 se ampliaron de 60 a 90 m, momento en que se construyó el vestíbulo principal de acceso actualmente para ambas líneas.
Los andenes de la línea 10 se inauguraron el 18 de diciembre de 1981.
Como peculiaridad, los andenes de la línea 10 están separados por un tabique central que divide la estación en dos semiestaciones. Esta, junto con las estaciones de Alonso Martínez, Gran Vía y Chueca en la línea 5; Conde de Casal en la línea 6 y Alonso Martínez en la línea 10 son las únicas de la red con este diseño.
Desde el 3 de julio de 2016, los andenes de la línea 1 de la estación permanecieron cerrados por obras de mejora de las instalaciones en la línea entre las estaciones de Plaza de Castilla y Sierra de Guadalupe. La finalización de las obras estaba prevista para el 12 de noviembre de 2016, siendo los andenes de la estación reabiertos el 13 de noviembre, al finalizarse los trabajos y restablecerse el servicio en el último tramo de la línea 1 en abrirse, entre las estaciones de Cuatro Caminos y Atocha Renfe. En ese tramo, las actuaciones llevadas a cabo fueron: la impermeabilización y consolidación del túnel, el más antiguo del suburbano madrileño, que fue reforzado mediante inyecciones de cemento y proyecciones especiales de hormigón con mallas metálicas de apoyo, y la instalación de la catenaria rígida, así como el montaje del resto de instalaciones y servicios.
El 1 de abril de 2017 se eliminó el horario especial de todos los vestíbulos que cerraban a las 21:40 y la inexistencia de personal en dichos vestíbulos.
El 26 de julio de 2019, durante las reformas, una placa con amianto fue encontrada en un pasillo que lleva a los andenes de la línea 10, por lo que se cerraron los andenes de la línea. Así, los trenes seguían su camino entre Plaza de España y Alonso Martínez sin parar. Tras retirar el material tóxico, se reanudó el servicio en la estación el día 28 desde el inicio del servicio.
El 22 de marzo de 2021 entraron en funcionamiento 7 ascensores (uno de la calle al vestíbulo, dos desde el vestíbulo hasta un nuevo distribuidor, y los otros cuatro desde dicho distribuidor hasta sendos andenes) tras casi tres años de obras, haciendo la estación plenamente accesible.

## Accesos

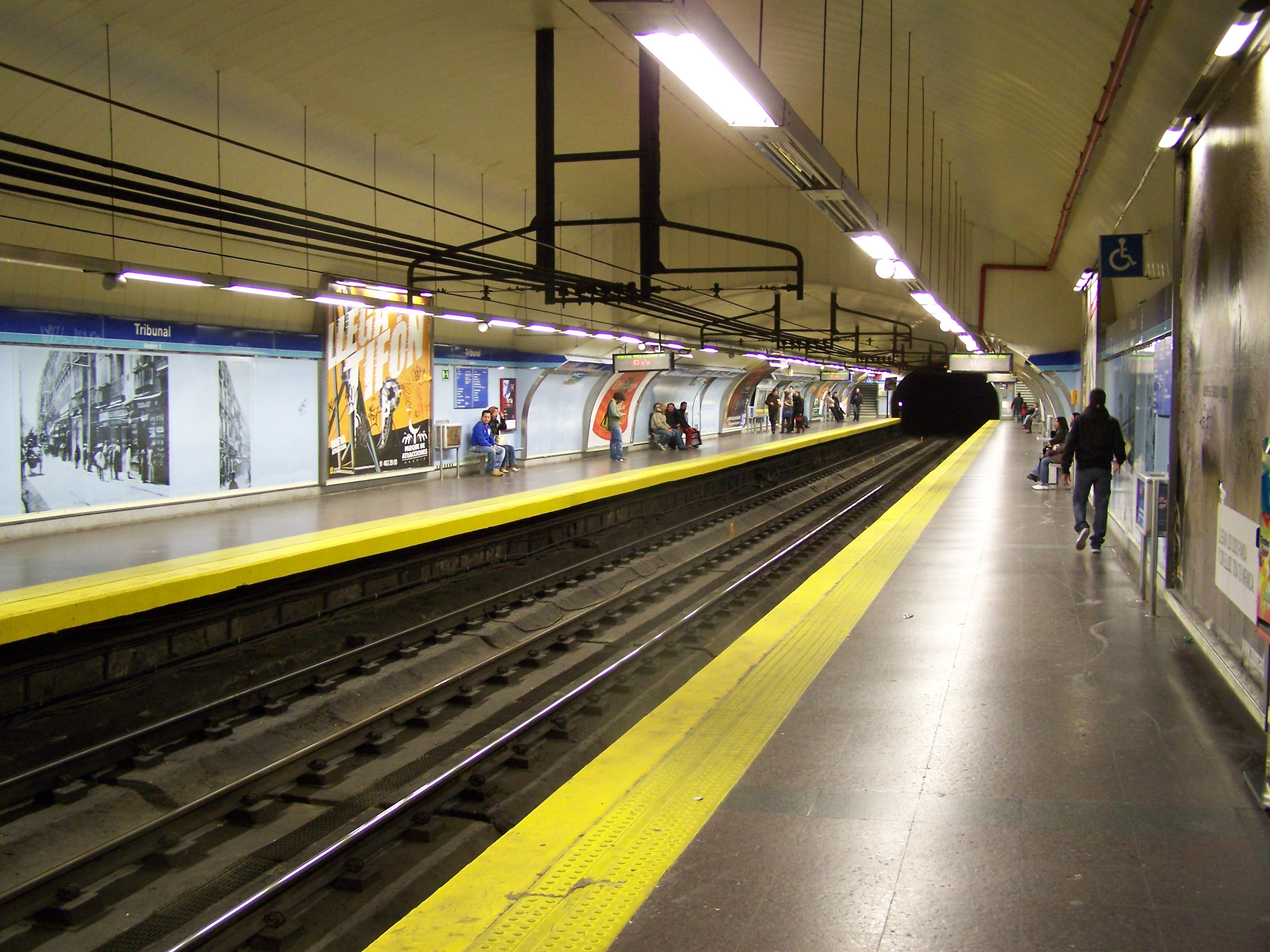
Andenes de la Línea 1

Mapa zonal de la estación de Tribunal, con la situación de las bocas de acceso y los recorridos y las paradas de las líneas de autobuses de la EMT.

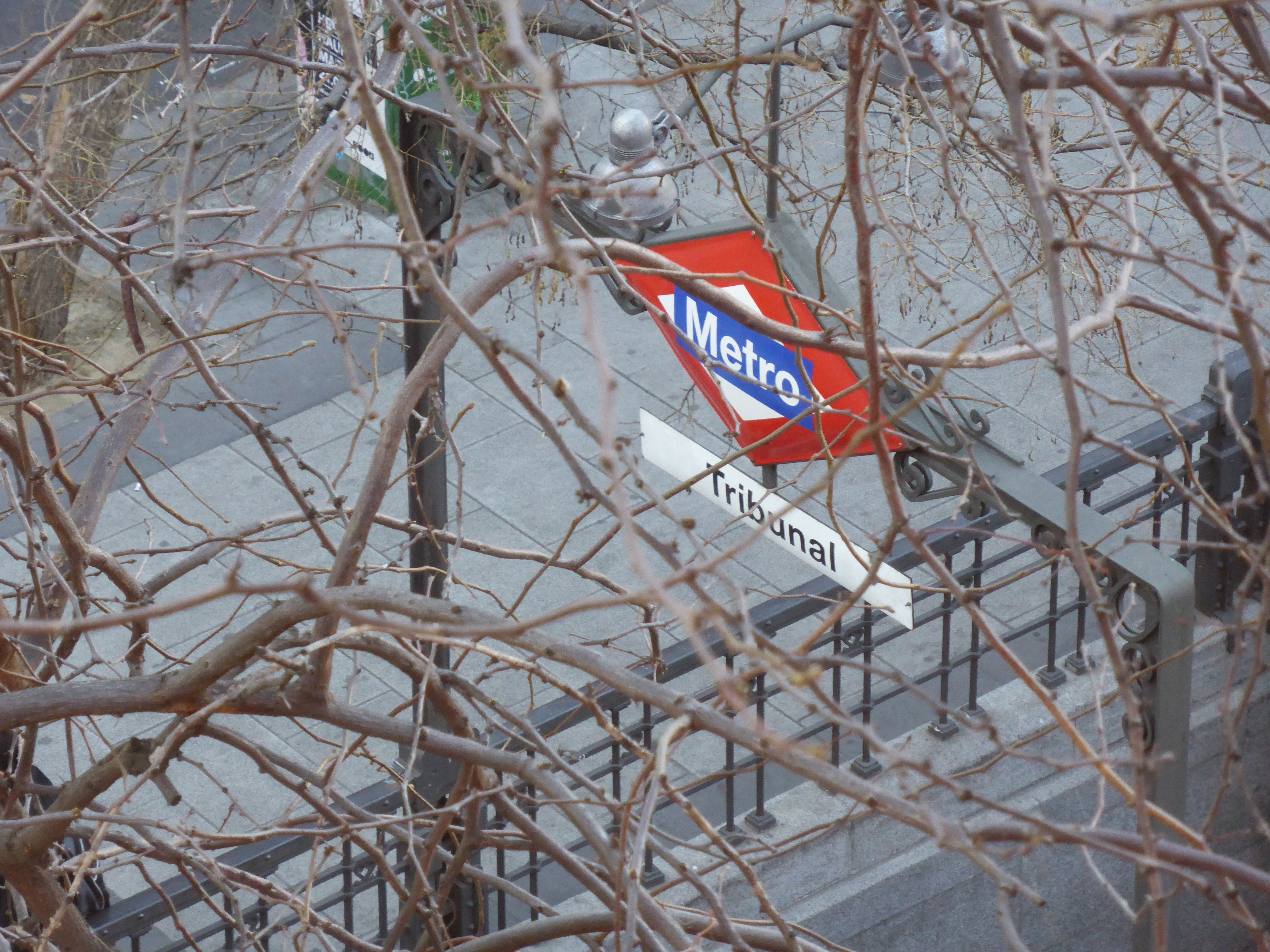
Boca de acceso.

Vestíbulo Barceló
- Ascensor C/ Barceló, 2
- Fuencarral C/ Fuencarral, 78

Vestíbulo Fuencarral
- Tribunal de Cuentas C/ Fuencarral, 81. Acceso a andenes de Línea 1

## Líneas y conexiones

### Metro
| << cabecera                                          | < estación      | línea | estación >      | cabecera >>    |
| ---------------------------------------------------- | --------------- | ----- | --------------- | -------------- |
| Pinar de Chamartín                                   | Bilbao          |       | Gran Vía        | Valdecarros    |
| Hospital Infanta Sofía Cambio de tren en Tres Olivos | Alonso Martínez |       | Plaza de España | Puerta del Sur |

### Autobuses
| Diurnos |                   |                                     |
| Línea   | Destino           | Parada                              |
| 40      | Alfonso XIII      | 5542 TRIBUNAL (Cabecera C/ Barceló) |
| 149     | Plaza de Castilla | 4229 TRIBUNAL (Cabecera C/ Barceló) |